# Lycium pilifolium
Lycium pilifolium är en potatisväxtart som beskrevs av C H. Wright. Lycium pilifolium ingår i släktet bocktörnen, och familjen potatisväxter. Inga underarter finns listade i Catalogue of Life.